# Лида Демеш (судно)
«Ли́да Де́меш» — российский грузовой теплоход, приписанный к порту Петропавловск-Камчатский.

## Общие сведения
Теплоход был назван в честь белорусской партизанки Лидии Демеш, казнённой немецкими оккупационными властями в 1943 году.

### Инцидент в Северной Корее
Судно получило известность при инциденте, произошедшем у берегов Северной Кореи в феврале 2008 года.
«Лида Демеш» выполнял рейс из японского порта Хамада во Владивосток с грузом 150 японских подержанных автомобилей, на борту судна находился экипаж из 25 человек.
Корабль попал в шторм в Японском море и был отнесён к мысу Мусудан, рядом с которым находится космодром Мусуданни.
В ночь на 23 февраля в теплоход был задержан пограничным кораблём КНДР, примерно в пяти милях от берега на борт судна поднялись офицер и двое моряков-пограничников.
Представители Кореи не владели английским или русским языками, они жестами показали экипажу, что корабль задержан. Он был вынужден следовать под конвоем в порт города Кимчхэк.
Несмотря на приказ военных выключить всю аппаратуру связи, начальник рации забаррикадировался в радиорубке.
Он успел выйти на связь с Владивостокским координационно-спасательным центром, нажав тревожную кнопку, которая подаёт сигнал о захвате судна.
В понедельник 25 февраля с моряками встретился генконсул РФ в КНДР Евгений Валькович, который договорился с северокорейскими пограничниками об освобождении судна. Окончательное решение об освобождении приняли центральные власти в Пхеньяне, и уже утром 27 февраля теплоход был отпущен, направившись во Владивосток.
28 февраля судно прибыло во Владивосток, и этот рейс был закончен.
Морской эксперт Михаил Войтенко в интервью Новым Известиям высказал мнение о том, что такая ситуация сложилась по причине того, что Северная Корея не признаёт международного права.
В результате это государство захватывает все корабли, которые пытаются найти убежище в территориальных водах КНДР.

### Рейдерский захват
9 ноября 2010 года корабль был арестован в связи с задолженностью по заработной плате.
По представленной суду информации задолженность судовладельца перед работником составила 3 880 000 рублей.
13 ноября в продолжение ситуации предприятие рассчиталось с сотрудниками за октябрь.
События происходили у причала порта Находки, куда судно пришло на ремонт.
При аресте возникла угроза затопления судна из-за сильного поступления забортной воды в машинное отделение через гребной вал.
Для того, чтобы поддержать судно на плаву, искусственно был создан дифферент на нос.
В ответ ЗАО «Камчатморфлот» представил пресс-релиз, в котором высказал свою точку зрения.
В этот сообщении указывалось на то, что податели иска не могут претендовать на заработную плату, так как в 2007—2010 годах не работали на предприятии.
К тому же для такого долга размер зарплаты сотрудников, по словам авторов пресс-релиза, должен был быть невообразимо высоким.
Также в этом пресс-релизе были упомянуты организованные преступные группировки, имеющие поддержку в Москве, подложные документы и коррумпированные судьи.
Кроме «Лиды Демеш» были арестованы «Гриша Подобедов», «Вася Курка» и «Тихон Сёмушкин».
Пресс-релиз подписал К. А. Жуков — генеральный директор ЗАО «Камчатморфлот», ООО «Флот-1», «Флот-2», «Флот-3», «Флот-4», которые являются владельцами арестованных судов.